# سوق سيلان (صنعاء القديمة)

تعديل مصدري - تعديل

حارة سوق سيلان هي إحدى حارات مدينة صنعاء القديمة، بلغ تعداد سكانها 116 نسمة حسب تعداد اليمن لعام 2004.